# Isla Pirámide
Isla Pirámide es una isla del oeste del país africano de Kenia, cuyo punto más occidental se utiliza para demarcar la frontera entre Kenia y Uganda, justo al norte del primer grado, paralelo sur del lago Victoria. Hay otras dos islas adyacentes, Migingo y Usingo. Pirámide y Usingo son empinadas e inhabitables. La frontera entre Uganda y Kenia fue delimitada en el año 1926.